# 阿沙羅肯 (紐約州)
阿沙羅肯（英語：Asharoken）是位於美國紐約州薩福克縣的村。

## 人口
根據2020年美國人口普查的數據，阿沙羅肯的面積為16.80平方千米，當中陸地面積為3.68平方千米，而水域面積為11.11平方千米。當地共有人口592人，而人口密度為每平方千米35人。